# 晚安小雞
“晚安小鸡”（英語：Goodnight Chicken，1992或1993年—），本名陳能釧，是台湾YouTuber和網路直播主，以超常现象相关视频而闻名。2020年，陈在直播探索废弃医院时发现木乃伊状尸体，这一發现帮助警方解决了一起人口失踪案件，他因而成名。2024年，他在柬埔寨进行編劇直播，制造其被绑架的假象以博取流量，被当地警方逮捕，后被法院判处两年监禁。

## 职业生涯
陳能釧于1992或1993年出生于台湾。其以超常现象相关视频而闻名。2020年11月，其前往台北市大同区一家废弃医院拍摄，意外发现一名失踪一年多的38岁男子上吊死亡的木乃伊状尸体。其随后向台北市警察局报案。该男子的母亲感谢其找到了自己儿子的遗体，陳表示他后来因此做过噩梦。这起事件被视为陈在内容创作方面的突破，其直播间人气开始上升。
2022年1月，陈氏闯入台中市北区一栋废弃大楼，声称看到一名年轻女孩的尸体。当地住家和居民称没有尸体，并指责陈撒谎。大楼业主对陈某和当天陪同的三人提起诉讼。陈某等三人被以非法侵入、诽谤、危害公共安全等罪名送往台中地方检察署接受调查。2022年8月，陈闯入金门一家医院，称该医院闹鬼。当地政府认为这些行为具有危害性，向警方报案，并要求他在报纸上发表道歉声明、澄清医院没有闹鬼。同年，他闯入彰化黃金帝國大樓，拍摄自己被一名持刀流浪汉追赶的画面。该行为的真实性受到质疑，被怀疑视频是摆拍。大楼管理者对陈某提出非法侵入指控，檢方以违反《刑法》侵入住宅罪和《社會秩序維護法》散播不實訊息行為移送法院。
2022年10月，陈在台南市仁德区某废弃中学拍摄时遭到三名男子袭击，身体受钝器伤害，并引起轻微脑震荡。2023年5月，陈声称曾与竹山紫南宮合作出售10000个经该宫开光的手链。该宫驳斥了这一说法，并表示在网上以其名义出售的所有手链和配饰都是假货。同月晚些时候，其声称拥有香港黄大仙祠制作的兔年和虎年幸运卡片并试图出售。该祠否认了他的说法。据说，陈还在Facebook上以990元的价格出售假冒吹风机，并称它们是戴森产品。在有用户称按钮不起作用并且产品冒烟后，该吹风机收到了投诉。

## 晚安小鸡事件

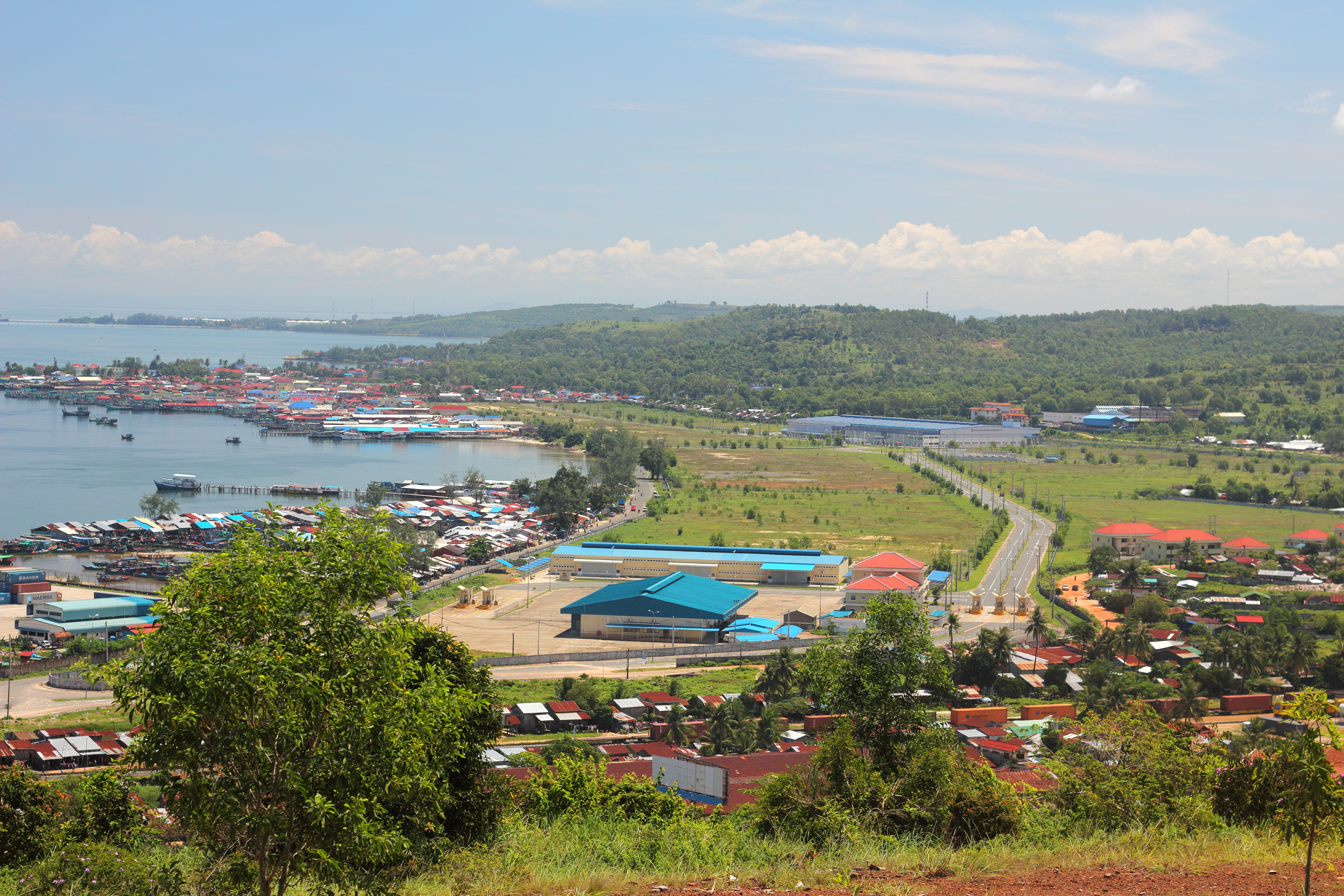
案发地西哈努克市（2014年摄）

2024年2月11日，陈与朋友兼网红魯祖顯（网名“阿鬧”）抵达金边国际机场，并在市内多个地点进行直播拍摄。他们原本计划在金边军医院拍摄，但由于现场没有达到他们的期望而放弃。2月12日，陈与魯前往西哈努克市。该地区因团伙绑架并强迫受害者参与电信诈骗而臭名昭著。这些骗局包括以高薪工作的承诺引诱人们进入该国，并强迫受害者从事诈骗工作，受害者经常遭受人口贩卖、酷刑和绑架。西哈努克市被描述为诈骗中心。同一天，陈在YouTube上开启直播，并称自己闯入了一个詐騙園區。据称，一名身着军装的男子在追赶他，陈遭到殴打，随后直播终止。
当时直播间在线观看人数超过10,000人，直播结束后在线评论超过40,000条。不久，陈上传视频称他和鲁被绑架，需要帮助。此次伪造的绑架事件是继柬埔寨一连串绑架台湾公民事件之后发生的。陈在台湾的妻子在陈的脸书主页上传视频称陈某失踪，并泪流不止。后陈又开启直播，称自己正在逃离绑架者，在被绑架期间，其头发被部分剃除。在视频中，他展示了自己在袭击中受的伤，并称自己被抢劫了。时任西哈努克省省长郭宗朗在Facebook上刊出晚安小雞的肖像進行協尋。中華民國外交部表示，其家人未询问其下落。
此后不久，该故事的可信度在网上受到质疑。网红刘宇声称找到了陈的下落，并说陈某似乎在绕圈子跑。2024年2月13日，两人在酒店房间内被捕，用于绑架陈的设备和道具也一并被发现。2月15日，他们被判犯有“煽动混乱社会治安罪”，视频被指控为影响该省声望的虚假内容。后来发现，两人打算在柬埔寨制作有关人口走私、酷刑、强奸和器官交易的视频，并为其计划购买了包括假血、道具枪和军装等物。

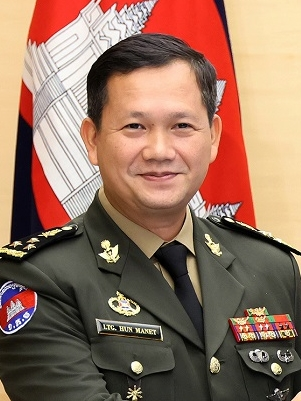
柬埔寨总理洪玛奈（2022年摄）批评了这一犯罪行为并呼吁采取更严厉的惩罚措施。

他们被判处两年监禁和责令缴纳总计2000美元的罚款，并且被禁止再次入境柬埔寨。审理和判决速度之快在陈的家乡台湾引发热议，因为判决至少需要两个月的时间，尤其是两国之间没有正式外交关系。判决后，陈入狱，该监狱除陈外还有150名囚犯，据说他在狱中度过“悲惨”时光。判决一个月后，其给妻子写了一封千字道歉信，其中请求以其名义向2024年花蓮地震的受灾户捐赠10万元。刑期结束后其将被驱逐出境。

### 各方反应
柬埔寨政界人士和民众对二人大加批评，包括前首相洪森和首相洪玛奈，他们认为二人对自己祖国的危险描述，损害了国家的声誉。有人向洪玛奈呼吁，应释放二人，因为陈的母亲病重。洪玛奈拒绝了这一要求，反而呼吁延长刑期，因为不管母亲疾病而来制造假绑架事件的行为证明了陈是“不孝子”，前總理洪森亲自要求要将二人“關好關滿”。準副總理洪马尼谴责了这种行为，称陈和鲁二人的的行为“无法容忍”，损害了国家的声誉。互联网对这起事件的反应普遍不甚同情。

## 外部連結
- 晚安小雞個人官方youtube頻道（页面存档备份，存于）
- 晚安小雞個人Tiktok頻道